# ジュード・チコレッラ
ジュード・チコレッラ（Jude Ciccolella、1947年11月30日 - ）はアメリカ人俳優。テンプル大学卒業、芸術学士。
米ドラマ『LAW & ORDER』、『NYPDブルー』、『ER緊急救命室』等への出演を経てドラマ『24 -TWENTY FOUR-』のシーズン1・2・4・5でマイク・ノヴィック役を演じる。アメリカのシチュエーションコメディー"Everybody Hates Chris"にも出演する。ミュージシャンでもあり、過去にCDを発売したこともある。

## 映画
- 1992年「摩天楼を夢みて」 (Glengarry Glen Ross)
- 1994年「ショーシャンクの空に」(The Shawshank Redemption)- マート警備員 役
- 1995年「マッド・ラブ」(Mad Love)
- 2002年「ネメシス/S.T.X」(Star Trek: Nemesis)
- 2002年「ハイ・クライムズ」(High Crimes)- 審問長役
- 2004年「クライシス・オブ・アメリカ」(The Manchurian Candidate)-デイビット·ドノヴァン議員役
- 2004年「ターミナル」(The Terminal)
- 2004年「ミリオンダラー・ベイビー」(Million Dollar Baby)
- 2005年「シン・シティ」(Sin City)
- 2006年「ワールド・トレード・センター」(World Trade Center)
- 2012年「ベイビー・メイク 私たちのしあわせ計画」(The Babymakers)

## テレビドラマ
- 1992年「LAW & ORDER」
- 1997年「NYPDブルー」
- 2001年「UCアンダーカバー 特殊捜査班」
- 2001年-2006年「24 -TWENTY FOUR-」- マイク・ノヴィック役
- 2001年「CIA:ザ・エージェンシー」
- 2002年「ER緊急救命室」
- 2004年「CSI:ニューヨーク」
- 2008年「プリズン・ブレイク」- ハワード・スクデリ役
- 2018年「リーサル・ウェポン」